# Joseph-Jean-Louis Robert
Joseph-Jean-Louis Robert (* 22. März 1819 in Annonay, Département Ardèche; † 19. November 1900 in Marseille, Département Bouches-du-Rhône) war ein französischer Geistlicher und römisch-katholischer Bischof von Marseille.

## Leben
Joseph-Jean-Louis Robert empfing am 23. Dezember 1843 das Sakrament der Priesterweihe.
Am 20. März 1872 wurde er zum Bischof von Constantine-Hippone ernannt und am 6. Mai desselben Jahres präkonisiert. Die Bischofsweihe spendete ihm am 13. Oktober 1872 in der Cathédrale du Sacré-Cœur in Algier der Erzbischof von Algier, Charles-Martial Lavigerie; Mitkonsekratoren waren der Bischof von Oran, Jean-Baptiste-Irénée Callot, und der Weihbischof in Algier, Pierre-Jean-Joseph Soubiranne.
Am 8. Juli 1878 wurde Joseph-Jean-Louis Robert zum Bischof von Marseille ernannt und am 15. Juli desselben Jahres die Ernennung bestätigt. Er blieb bis zu seinem Tod am 19. November 1900 als Bischof im Amt.